# Hoda Kotb
Hoda Kotb, née le 9 août 1964 à Norman en Oklahoma (États-Unis), est une journaliste, animatrice de télévision et écrivaine américaine.
Elle débute chez NBC en 1998 comme correspondante pour Dateline NBC. En 2008, elle devient co-présentatrice de Today with Hoda & Jenna (en) avec Kathie Lee Gifford puis Jenna Bush Hager. Elle co-présente également l'émission matinale Today avec Savannah Guthrie (en) depuis 2018, en remplacement de Matt Lauer.
Le 26 septembre 2024, elle annonce quitter l'animation de Today début 2025,.